# Por que nascer escravo?

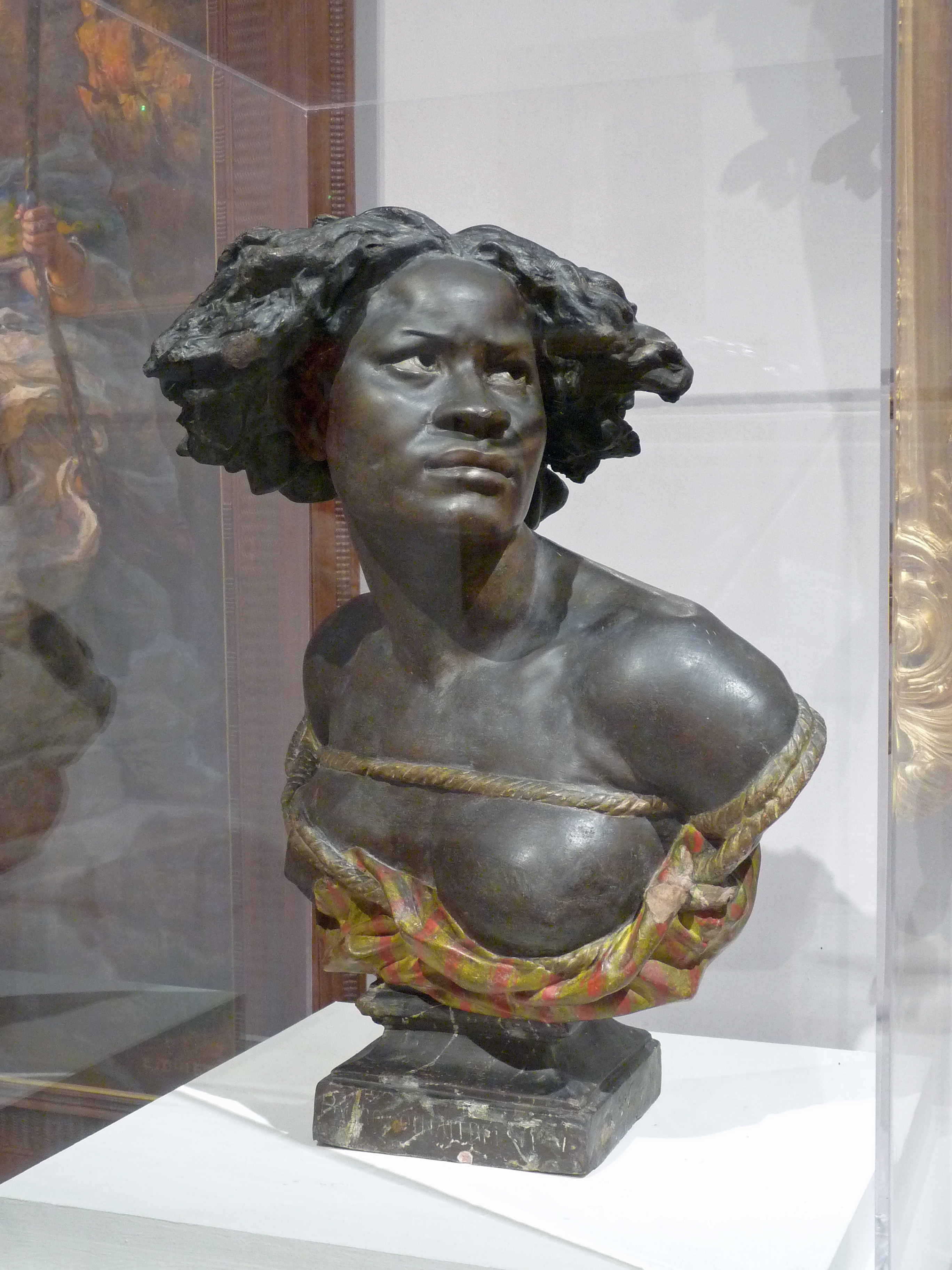
Por que nascer um escravo ? em gesso pintado e policromado, Museu de Belas Artes de Reims

Porque nascer escravo? é o nome dado pelo escultor francês Jean-Baptiste Carpeaux a uma série de bustos que ele executou entre 1868 e 1870 como parte de um estudo preparatório para a figura que encarna a África na Fontaine des Quatre-Parties-du-Monde (Fonte das Quatro Partes do Mundo), também conhecida como Fontaine de l'Observatoire (Fonte do Observatório), devido à sua localização na « avenue de l'Observatoire » (avenida do Observatório) em Paris.
Estes bustos foram feitos de um modelo que posou para a artista, e representam um escravo, tendo seu corpo preso por laços. Com este trabalho, produzido alguns anos após a Guerra de Secessão nos Estados Unidos e numa época em que a abolição da escravatura na França ainda era ainda recente (1848), Carpeaux quis expressar os horrores da escravidão.

## Dimensões, data, assinatura e título
As dimensões são : 60 centímetros  de altura, 46 centímetros  de largura e 26 centímetros de espessura.

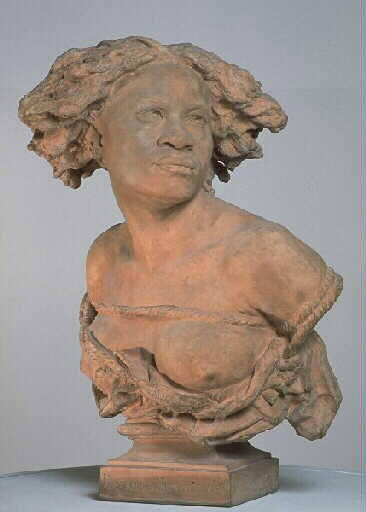
Por que nascer um escravo ? em terracota, Museu da Cartuxa de Douai

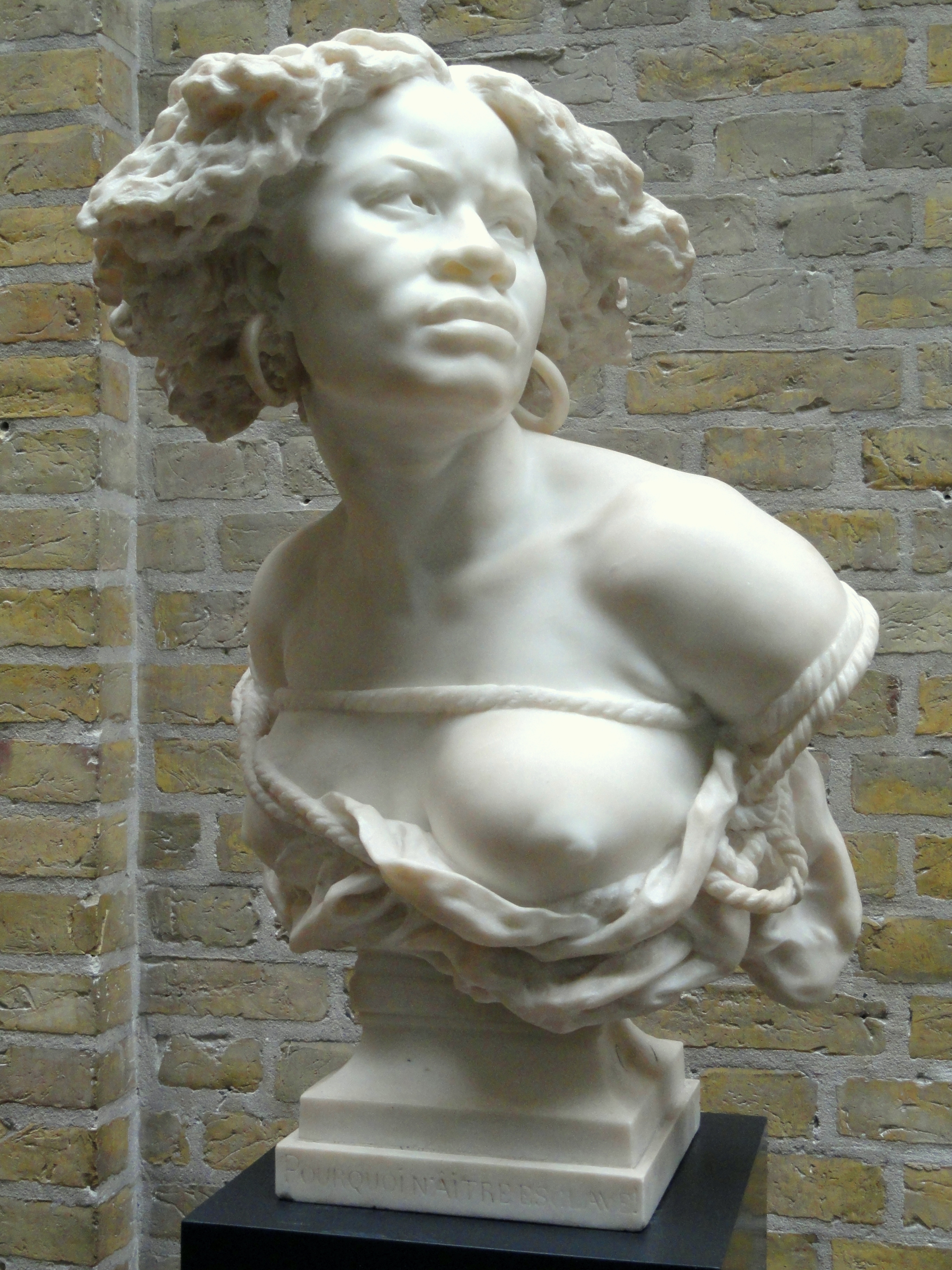
Por que nascer um escravo ? em mármore, Ny Carlsberg Glyptotek.

Todas as cópias não estão datadas e não trazem a inscrição do título. Quando ela está presente, ele está escrito na base da obra, seguido da assinatura " J.-B. Carpeaux ».

## Cópias
Há oito cópias do trabalho em quatro materiais diferentes e de tamanhos diferentes. São oito exemplos do trabalho em quatro materiais diferentes e de tamanhos diferentes. Quatro exemplares estão em terracota, preservados respectivamente no Musée du Berry, em Bourges, no Musée Chéret em Nice, no La Chartreuse Beaux-arts em Douai e no Metropolitan Museum em Nova York .
Uma cópia de bronze está no museu Villèle, em Saint-Paul (La Réunion ). Dois estão em gesso : um está no Petit Palais em Paris, o outro no Museu de Belas Artes de Reims . Uma versão em mármore está na coleção da Ny Carlsberg Glyptotek em Copenhague .As cópias no Musée de la Chartreuse (na cidade de Douai) e no Musée du Berry (na cidade de Bourges) estão listadas sob o título “ Por que nascer um escravo » na base de dados Mona Lisa.
Nem todas as cópias são datadas e nem todas têm o título escrito nelas. Quando presente, o título, "Por que nascer escravo?", está inscrito na base do trabalho em letras maiúsculas, seguido da assinatura "J.-B. Carpeaux" em caracteres cursivos, acompanhado de um selo oval de oficina mostrando uma águia imperial, com as palavras "propriété Carpeaux" (pertence à Carpeaux).

## Artigos relacionados
- Por que nascer escravo?, Wikimedia Commons

### Link interno
- Jean-Baptiste Carpeaux .

### Link externo
- (em inglês) Jean-Baptiste Carpeaux au Metropolitan